# Hàssan ibn Ustadh-Húrmuz
Abu-Alí (al-)Hàssan ibn Ustadh-Húrmuz fou un governador i militar buwàyhida.
El seu pare Ustadh-Húrmuz fou hujjab d'Àdud-ad-Dawla i després (983) del seu fill i successor al Fars Xàraf-ad-Dawla, que el va nomenar governador d'Oman. Quan va transferir la seva lleialtat a Samsam-ad-Dawla, germà de Xàraf, fou obligat a retirar-se (984).
Llavors Hàssan tenia uns 23 anys i ja estava al servei de Samsam-ad-Dawla que governava a Bagdad; però al cap de pocs anys Samsam-ad-Dawla fou expulsat de l'Iraq per Xàraf-ad-Dawla (987); a aquest el va succeir el seu germà Bahà-ad-Dawla (989). Samsan es va trobar amb el poder a Fars (990) a més de Kirman (que ja dominava des del 983). Hàssan va anar a Fars i es va entrevistar amb Samsam al que va convèncer de donar el govern de Kirman al seu pare Ustadh-Húrmuz. Hàssan va romandre aquests anys al Fars i va derrotar la revolta dels fills d'Izz-ad-Dawla Bakhtiyar (cosins de Samsam-ad-Dawla). Fou també Hàssan el que va sostenir la lluita a Ahwaz contra Bahà-ad-Dawla.
Mort Samsam el 998 en una segona revolta dels fills d'Izz-ad-Dawla Bakhtiyar, Hàssan va traspassar la seva lleialtat (i les seves tropes daylamites) a Bahà. Fars i Kirman van passar a Bahà-ad-Dawla. El 1001 va nomenar Hàssan governador d'Ahwaz i el 1002 li va donar l'administració de l'Iraq, mentre el seu pare Ustadh-Húrmuz era nomenat al seu lloc a Ahwaz. En general es considera que va governar encertadament; a l'Iraq no va poder derrotar el rebel senyor de la Batiha Ibn Wassil i a les muntanyes no va poder amb al kurd Badr ibn Hasanawayh amb el qual va acabar pactant.
Va administrar Iraq fins a la seva sobtada mort el 1011 quan tenia uns 50 anys. El seu pare li va sobreviure quatre anys en els quals va restar al govern d'Ahwaz.